# Операция «Пустыня»
Операция «Пусты́ня» — кодовое наименование операции советских партизан, проводившейся в сентябре — ноябре 1943 года, одновременно с операцией «Концерт». Планирование операции осуществлял Центральный штаб партизанского движения.

## Цель операции
Вывод из строя системы водоснабжения железнодорожных станций с целью срыва воинских перевозок противника.

## Результаты операции
План операции предусматривал разрушение 232 водокачек. По данным на 15 января 1944 года партизанами были подорваны 43 водокачки, однако значительное снижение боевых возможностей по совершению диверсий из-за недостатка минно-взрывных средств не позволило партизанским формированиям парализовать работу железнодорожных коммуникаций противника.
| Регион                | Запланированно к подрыву | Подорвано |
| --------------------- | ------------------------ | --------- |
| Белорусская ССР       | 140                      | 37        |
| Ленинградская область | 26                       | 2         |
| Калининская область   | 9                        | 1         |
| Смоленская область    | 40                       | 1         |
| Орловская область     | 17                       | 2         |